# Larry Shinoda
Lawrence Kiyoshi Shinoda, detto Larry (Los Angeles, 25 marzo 1930 – Los Angeles, 13 novembre 1997), è stato un designer statunitense di automobili. Tra i suoi principali lavori ci sono la Chevrolet Corvette e la Ford Mustang. Shinoda nasce a Los Angeles in California, da genitori issei, entrambi immigrati dal Giappone, ma durante la seconda guerra mondiale passa un periodo in un campo di internamento Manzanar.
Chiede di essere ammesso all'Art Center College of Design di Los Angeles ma viene respinto.
Nel 1955 viene assunto alla Ford Motor Company. Passa poi alla Packard e nel 1956 è alla General Motors. Qui lavora a fianco del capo disegnatore della Casa Bill Mitchell e del capo progettista della Corvette Zora Arkus-Duntov. In questo periodo partecipa alla definizione di alcune concept car come le General Motors Astro. Questi lavori si concretizzeranno poi nella Corvette Stingray del 1968 che riprende alcuni concetti presenti sulla vettura Mako Shark (squalo mako) realizzata da Shinoda.
Nel 1968 Henry Ford II assume, con le funzioni di presidente, l'ex amministratore delegato della General Motors Bunkle Knudsen. Il nuovo presidente chiama Shinoda con lo scopo principale di rivitalizzare le vendite e lo stile della gamma Ford. Uno degli interventi principali di Shinoda è rappresentato dalla Mustang Boss, una versione ad alte prestazioni della vettura. Passa poi a dirigere la gamma Mustang del 1970-1973 ma nel 1969 Knudsen viene licenziato dalla Ford provocando l'uscita anche di Shinoda.
Il designer fonda allora un proprio studio indipendente e lavorerà per la General Motors, la Ford e per ditte di componenti e accessori.
Shinoda si spegne a Los Angeles nel 1997.
L'attività dello studio viene da allora portata avanti da sua figlia Karen.